# Parc national Ichigkat Muja-Cordillera del Cóndor
Pour les articles homonymes, voir Muja.
Le parc national Ichigkat Muja-Cordillera del Cóndor est situé à la frontière du Pérou avec l'Équateur au niveau de la cordillère du Condor.
Il a été créé le 10 août 2007 et possède une surface de 88 477 ha.
Outre sa fonction de sanctuaire de biodiversité, le parc sert également de refuge pour le peuple Shuar.

## Étymologie
Le nom Ichigkat Muja signifie  « arbre de la montagne » en langue aguaruna.

## Biodiversité
Certains mammifères sont des espèces emblématiques du parc, à l'image du Singe-araignée à ventre blanc, de l'Ours à lunettes et du Tapir pinchaque.
Concernant l'avifaune, environ 150 espèces d'oiseaux ont été inventoriées. Parmi celles-ci, nous pouvons citer la présence de l'Hocco de Salvin, du Toui tacheté, du Conure à pinceaux d'or, de la Chevêchette de Parker, du Colibri à queue mi-blanche, du Martinet à plastron blanc, de l'Ada de Jelski et du Tangara mordoré.
La végétation est caractéristique des tepuis.